# Riku Helenius
Riku Helenius (né le 1er mars 1988 à Pälkäne, en Finlande) est un joueur professionnel de hockey sur glace. Ce finlandais joue à la position de gardien de but.

## Carrière
Formé à l'Ilves, Helenius représente la Finlande au niveau international. Il a remporté la médaille d'argent en 2006 au Championnat du monde moins de 18 ans de hockey sur glace. Cela a contribué à une haute position au repêchage de la LNH. En effet, il a été sélectionné au 15e rang en 2006 par le Lightning de Tampa Bay. Il a disputé sa première rencontre dans la LNH le 30 janvier 2009, face aux Flyers de Philadelphie.
Sur le plan international, il a également participé au championnat du monde junior en 2008.
En 2009, il a disputé 12 parties, récoltant 5 victoires et 7 défaites, avec le club école du Lightning de Tampa Bay, les Admirals de Norfolk dans la Ligue américaine de hockey.
Il remporte le Trophée Urpo-Ylönen en 2012.
En 2012, il signe un contrat de 2 saisons avec le Lightning.